# Egg (Švýcarsko)
Egg je obec v kantonu Curych ve Švýcarsku. Žije zde  obyvatel.

## Geografie
Egg leží mezi jezerem Greifensee a masivem Pfannenstiel a tvoří jihozápadní cíp Curyšské vysočiny. Obec se skládá ze tří hlavních vesnice Hinteregg, Egg a Esslingen. Doplňují ji osady Rällikon, Inner- a Usser-Vollikon, Niederesslingen, Rohr, Schaubigen, Eichholz, Neuhaus a Guldenen. Rozloha činí 1450 ha, z toho v roce 2007 bylo 57,2 % zemědělské půdy, 23 % lesů, 13,6 % zastavěné plochy a 5,2 % dopravní infrastruktury. Nejnižší bod obce leží v Rällikonu v nadmořské výšce 438 m, nejvyšší bod na Pfannenstielu v nadmořské výšce 853 m. Celková délka hranic obce činí 22,5 km.
Sousedními obcemi jsou Maur, Mönchaltorf, Gossau, Grüningen, Oetwil am See, Uetikon am See, Meilen a Herrliberg.

## Historie

Letecký pohled (1923)

První zmínka o Eggu se nachází v darovací listině v latině datované 27. ledna 775. V tomto dokumentu zanechává majitel pozemků své statky v Eggu (nazývaném Eccha) klášteru v St. Gallenu. Kostel v Eggu je jako majetek kláštera v St. Gallen zmíněn v dokumentech z roku 885. V roce 972 získal komplex nemovitostí v Eggu také klášter Einsiedeln. Kolem roku 1230 však Einsiedeln ztratil své pozemky kolem léna Grüningen, k němuž patřilo i Egg, ve prospěch kláštera St. Gallen. Kromě těchto komplexů nemovitostí zaznamenává habsburský urbář také osídlení svobodných rolníků v oblasti kolem Hintereggu. V důsledku toho se Hinteregg až do 17. století jmenovalo „Fryenegg“.
V roce 1253 převedl klášter St. Gallen Lütholdovi VI. z rodu Regensberg správní práva nad panstvím Grüningen a tím i nad majetky v Eggu. V důsledku sporu rodu Regensberg kolem roku 1267/68 však musel Lüthold VI. v roce 1269 léno Grüningen vrátit zpět klášteru. Následně si jej mezi lety 1273 a 1284 zajistil Rudolf Habsburský, nepřítel rodu Regensbergerů.
Město Curych, bohaté díky obchodu a řemeslům, od 13. století získalo prakticky celou oblast dnešního kantonu Curych. V roce 1408 město za finanční odměnu Hermannovi a Walterovi Gesslerovým získalo území bývalého správního obvodu Grüningen, a tím i oblast kolem Eggu. Typické městské vládní struktury v oblasti vlivu města Curychu od té doby ovlivňovaly také politické a sociální poměry občanů Eggu. Tyto poměry se začaly postupně měnit, když se aristokratický městský stát Curych pod vnitřním a vnějším tlakem v roce 1789 rozpadl a byla vyhlášena Helvétská republika. Heraldika znaku obce Egg dosud ilustruje význam francouzské revoluce pro politický převrat v regionu jako revoluční export.
V rámci mírové smlouvy z roku 1803 pod vedením Napoleona získal kanton Curych své dnešní hranice a byl rozdělen na 5 okresů. Egg byl přiřazen k okresu Uster. Do roku 1927 se šest občanských korporací Bad, Hinteregg, Egg, Hof, Lieburg a Esslingen postupně spojilo do politické obce Egg.

## Obyvatelstvo
| Rok            | 1634 | 1850 | 1900 | 1950 | 1960 | 1970 | 1990 | 2000 | 2010 | 2022 |
| Počet obyvatel | 899  | 2523 | 2309 | 2439 | 3018 | 5250 | 6501 | 7386 | 8031 | 8863 |

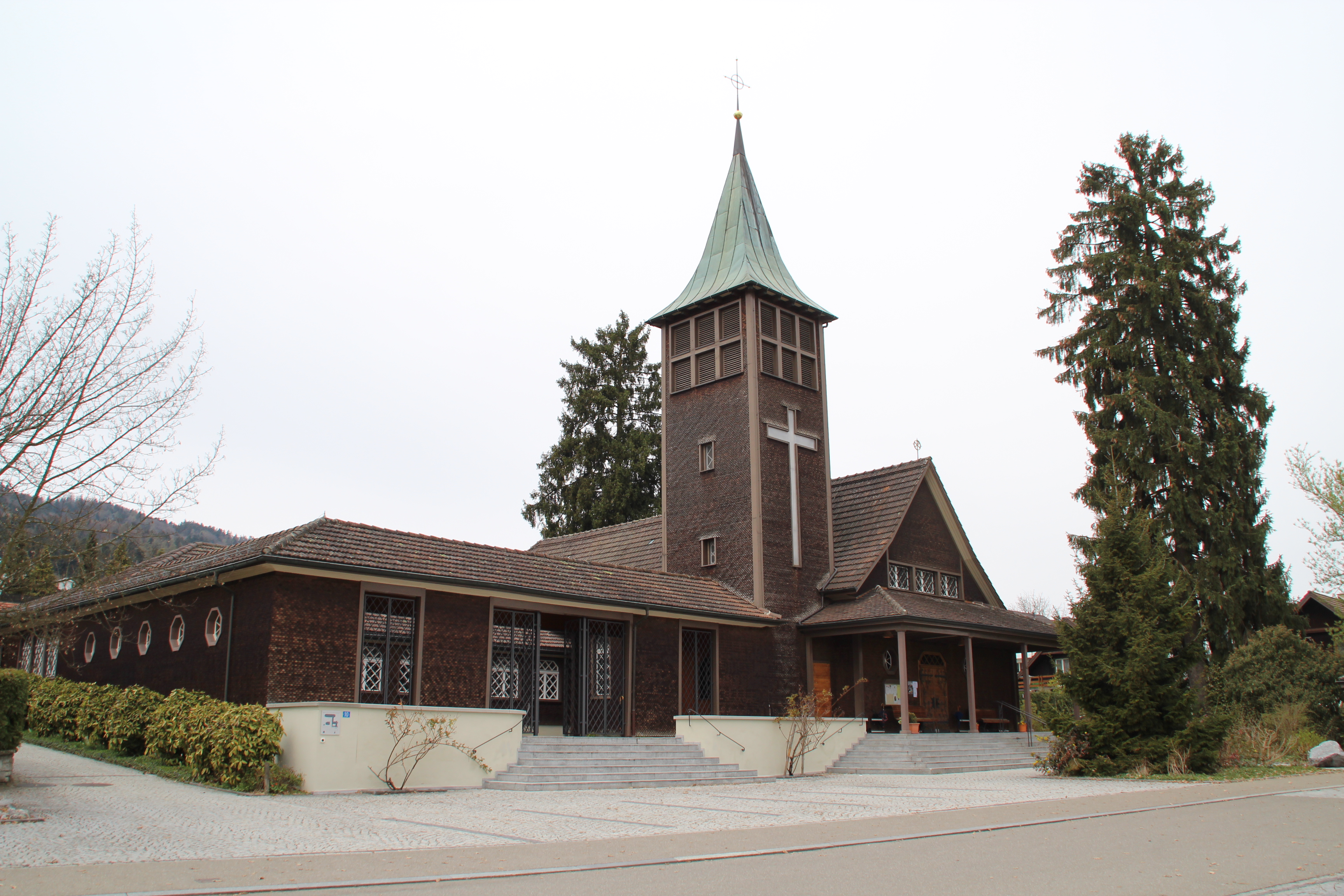
Kostel

Podíl cizinců (obyvatel s trvalým pobytem bez švýcarského občanství) činil v roce 2024 21,6 % (1901 osob).

### Náboženství
Egg se nachází v převážně reformovaném kantonu Curych (24,5 % oproti 22,9 % římskokatolického obyvatelstva), čemuž odpovídá i zastoupení církví v obyvatelstvu obce. V roce 2022 se k evangelické reformované církvi hlásilo 31,8 % obyvatel, k římskokatolické 25,4 % a 42,8 % obyvatel mělo jinou nebo žádnou konfesní příslušnost.

## Hospodářství
Kolem roku 1774 bylo 51 % půdy v Eggu využíváno k zemědělství. Významnou roli hrálo ovocnářství. Od 17. století se zde rozšířila domácí textilní výroba. V roce 1787 bylo 13 % obyvatel zaměstnáno v bavlnářské přádelně, navíc bylo napočítáno 288 tkalcovských stavů na výrobu mušelínu a 270 na výrobu dalších látek. Sčítání lidu z roku 1850 uvádělo ještě 736 tkalců a tkadlen oproti 511 zemědělcům. Průmyslová textilní výroba se kvůli nedostatku vodní energie rozvinula až pozdě. V letech 1875–1966 v Eggu působila hedvábnická tkalcovna Schroeder. V roce 1919 vznikla továrna na barevné pásky Franz Büttner AG, kterou v roce 1972 převzala společnost Pelikan. V roce 1847 zahájila výstavba silnice Forchstrasse, vedoucí do Curychu, rozvoj obce Egg. Začlenění obce do aglomerace Curychu na konci 60. let 20. století vedlo k téměř úplnému spojení tří center obce.
Do roku 2008 měla společnost Pelikan pobočku v Eggu. Společnost Nikon má v Eggu od roku 2009 své švýcarské sídlo.

## Doprava
Obec je napojena na síť příměstských vlakových linek v Curychu (S-Bahn) prostřednictvím železnice Forchbahn (se zastávkami Esslingen, Emmat, Langwies, Egg, Hinteregg a Neuhaus).
Egg leží na dálnici A15, která vede ze Zumikonu do Hinwilu. Na území obce se nacházejí čtyři dálniční sjezdy.